# Sistema progressivo
Con il termine sistema progressivo si intende «un sistema rieducativo in internato, rigido e schematizzato, impostato principalmente su condizionamenti oggettivi che stimolino il buon comportamento dei singoli detenuti». Tale concezione, sostenuta dalle scienze criminologiche, diede il via in Italia alla ricerca di sistemi penitenziari rispondenti a diverse esigenze, alla nuova concezione dell'uomo e delle sue prerogative, rimanendo in auge dall'avvento del fascismo fino alla riforma dell'ordinamento penitenziario nel 1975.

## Funzionamento del sistema progressivo
Il target comprendeva una popolazione carceraria anagraficamente compresa tra i 18 e i 25 anni in quanto si riteneva che il condizionamento del comportamento di un giovane, che non avesse ancora una personalità ben formata, potesse indurre un'acquisizione più consapevole di certe abitudini di vista e schemi di comportamento, socialmente accettabili ed interiorizzati nel tempo. In tal modo si proponeva ai giovani di introdurli, a poco a poco, in una nuova vita sociale mediante un sistema di fasi transitorie: 
- prima fase (15-30 giorni) che coincideva con il periodo d'ingresso dei nuovi giunti, nella quale si proponeva al detenuto un approccio più approfondito con gli operatori impegnati nell'osservazione (educatore, psicologo, direttore, cappellano).
- seconda fase (variabile a seconda della pena) che contemplava il condizionamento progressivo tramite l'attribuzione di una serie di vantaggi materiali e spirituali. Tra i premi si contavano la lode, colloqui coi familiari prolungati, concessione di pacchi e doni da parte dalle benemerite dell'assistenza sociale, trasferimento in un carcere nei pressi del domicilio familiare, promozione alla terza fase e l'attribuzione di “buono” sulla cartella personale. Tra le punizioni erano contemplate l'ammonizione, l'allontanamento dal lavoro, l'isolamento, il letto di contenzione e la retrocessione in prima fase[2].
- terza fase (6 mesi-1 anno) che consisteva nella conduzione in regime di liberazione condizionale quando si avesse ritenuto, dopo aver effettuato gli accertamenti necessari, che il soggetto avrebbe potuto raggiungere una buona qualificazione professionale e che il protrarsi della carcerazione sarebbe stata controproducente al trattamento penitenziario.

In base alle annotazioni contenute nel proprio piano di trattamento, il detenuto poteva essere soggetto a trasferimenti da un istituto all'altro: dal carcere giudiziario, dove perveniva in seguito all'arresto, era piantonato all'Istituto di osservazione che poteva disporne l'allocazione in un Istituto di trattamento progressivo (Roma-Rebibbia e Milano-San Vittore, in una colonia agricola o in una casa penale o in un carcere di sicurezza. 
Da qui, in seguito a valutazioni di buona condotta, poteva essere trasferito in un Istituto di riadattamento (ad Orvieto o all'Isola di Gorgona) o ad un assistenziario (nel 1940 se ne contavano in 19 città che ospitavano complessivamente 8.168 detenuti), cioè una fabbrica intra moenia, dove poteva acquistare una qualifica professionale tale da permettergli di ottenere la liberazione condizionale ed essere affidato all'assistenza sociale o ad un Consiglio di Patronato. 

## Custodialismo penitenziario
La necessità di adattare l'edifizio penitenziario al comportamento dei detenuti indusse il Ministero della giustizia a intraprendere una titanica opera di edilizia penitenziaria su tutta la penisola in modo che all'istituzione chiusa all'esterno, gestita per delega da tecnici e burocrati, sottendesse un sempre maggiore livello di complessità all'interno per aderire alle molteplici esigenze di natura biologica e sociale del detenuto. 
Tali gradi di complessità furono individuati tramite una ricerca minuziosa delle cubature e degli elementi architettonici penitenziari come ad es. il rapporto tra la superficie della camerata ed il numero dei detenuti, la dimensione dei recinti per le attività ludiche, l'ampiezza del cavedio per il rifornimento di luce. In altre parole, si trattava di introdurre una serie di migliorie strutturali al fine di preservare l'integrità fisica del detenuto. 
Tra le innovazioni introdotte si ricordano, tra l'altro, l'allocazione in camerate, la suddivisione in gruppi, la predisposizione di locali per il lavoro diurno nonché per la psicoterapia, l'equipaggiamento con officine e laboratori, soggiorni e biblioteche, padiglioni e sezioni speciali, dotazione di locali per i colloqui privati tra detenuti e i propri familiari, sterramento di campi di calcio. La caratteristica comune a tutti gli edifizi fu di totale isolamento dal contesto urbano: «istituzione chiusa in una ricerca di perfezione volta tutta al suo interno» .